# Epiplema certiorata
Epiplema certiorata är en fjärilsart som beskrevs av Richard F. Pearsall 1906. Epiplema certiorata ingår i släktet Epiplema och familjen Uraniidae. Inga underarter finns listade i Catalogue of Life.